# Макс Лоренц
Макс Лоренц е бивш немски футболист, който е играл като полузащитник.

## Клубна кариера
Той прекарва 9 години във Вердер Бремен и изиграва 250 мача, в които вкарва 26 гола. Завършва кариерата си в отбора на Айнтрахт (Брауншвайг), за който изиграва 71 мача и бележи 2 пъти. 

## Национална кариера
С Германия участва на СП 1970. Той записва 19 мача с националната фланелка, в които вкарва 1 гол. 